# José Beaurain
Pour les articles homonymes, voir Beaurain.
José Beaurain, né le 27 juillet 1971 à Chauny (Aisne), est un homme politique français.
Membre du Rassemblement national, il devient conseiller municipal de Chauny en 2017 puis est élu député dans la quatrième circonscription de l'Aisne en 2022. Il est le premier aveugle à devenir député sous la Cinquième République et le second toute période confondue.

## Biographie

### Naissance et situation de handicap
José Beaurain naît le 27 juillet 1971 à Chauny dans l'Aisne. Il est le fils d'un ouvrier métallurgiste et d'une aide-soignante. Il est père de trois enfants.
Malvoyant de naissance en raison d'un glaucome congénital, il perd complètement la vue en 2008,. Il s'engage en faveur de l'intégration des personnes handicapées,. Il soutient la déconjugalisation de l'allocation aux adultes handicapés, un meilleur accompagnement de l'autisme, de l'adaptation et l'accompagnement des personnes handicapées.

### Formation et parcours professionnel
Titulaire d'un CAP, il est accordeur de piano et pianiste en pratiquant le piano-bar dans des restaurants lillois pendant sa jeunesse. Il pratique aussi le culturisme ce qui lui a permis de « remonter la pente suite à [sa] perte de vision ». Il devient vice-champion dans la catégorie des −80 kg et vice-champion de France handisport de bodybuilding en 1999,.

### Carrière politique

#### Débuts et engagement municipal
Passionné par la politique, il décide d'adhérer au Front national en 2014,, affirmant vouloir combattre un délitement de la société,,.
Candidat sur la liste du Front National aux élections municipales de 2014 à Chauny, il intègre le conseil municipal de la commune en 2017. 
Il mène la liste du Rassemblement national pour les élections municipales de 2020 à Chauny. Battu par la majorité sortante, sa liste obtient cependant trois élus au conseil municipal . Par ailleurs, il est élu conseiller communautaire à la communauté d'agglomération Chauny-Tergnier-La Fère.

#### Départementales de 2021
L'année suivante, José Beaurain est candidat du RN en binôme avec Brigitte Fian dans le canton de Chauny pour les élections départementales. En tête au premier tour, les candidats du RN sont battus au second tour par un binôme divers gauche mené par Mario Lirussi et Fabienne Marchionni. 

#### Mandat de député
A l'occasion des élections législatives de 2022, il est choisi par le Rassemblement national comme candidat dans la quatrième circonscription de l'Aisne,. Il arrive en tête au premier tour avec 35,72 % face au député LREM sortant Marc Delatte qui est passé de justesse au second tour avec 22,77 % des suffrages exprimés,. Il est élu député le 19 juin 2022 en recueillant 57,15 % des voix au second tour,. Sous la XVIe législature, il intègre la commission des Affaires sociales de l'Assemblée nationale.
En situation de handicap, il est le premier aveugle à devenir député sous la Cinquième République.
Le 26 octobre 2022, José Beaurain s'exprime dans l'hémicycle à l'aide d'un texte en braille sur le sujet de l'aide à la vie partagée (AVP). Il souligne qu'il est « invraisemblable que 24 départements ne se soient pas encore engagés » sur cette aide mise en place dans le but « d’accompagner le développement de l’habitat partagé pour les personnes âgées et les personnes en situation de handicap ».
Il se représente à l'occasion des élections législatives de 2024 dans la même circonscription. Le 30 juin 2024, fait inédit dans l'histoire de la circonscription, il est réélu dès le premier tour avec 55,04 % des voix. Sous la XVIIe législature, il est membre de la Commission des Affaires culturelles et de l'Éducation.

## Détail des fonctions et mandats

### Mandats électifs
- Depuis le 22 juin 2022 : député de la 4e circonscription de l'Aisne.
- 1er juin 2017 - en cours : Conseiller municipal de Chauny.
- 18 mai 2020 - en cours : conseiller communautaire du CA Chauny-Tergnier-La Fère.